# افلاک‌نما (فیلم)
افلاک نما (انگلیسی: Planetarium) یک فیلم درام فرانسوی-بلژیکی به کارگردانی ربکا زلوتوفسکی است که در سال ۲۰۱۶ منتشر شد. 
از بازیگران آن می‌توان به ناتالی پورتمن و لی‌لی رز دپ اشاره کرد. 
نخستین نمایش جهانی فیلم در جشنواره فیلم ونیز بود.

## خلاصه داستان
در سال 1930 فرانسه، دو خواهر که تصور میکنند از قابلیت‌های ماورای طبیعی برخوردار بوده و می‌توانند با ارواح ارتباط برقرار کنند، با یک تهیه‌کننده خیال پرداز آشنا می‌شوند و...